# Ист Брејди (Пенсилванија)
Ист Брејди (енгл. East Brady) град је у америчкој савезној држави Пенсилванија.

## Демографија
По попису из 2010. године број становника је 942, што је 96 (-9,2%) становника мање него 2000. године.
| Група             | 2000.         | 2010.       |
| Белци             | 1.029 (99,1%) | 927 (98,4%) |
| Афроамериканци    | 0 (0,0%)      | 1 (0,1%)    |
| Азијати           | 1 (0,1%)      | 0 (0,0%)    |
| Хиспаноамериканци | 3 (0,3%)      | 6 (0,6%)    |
| Укупно            | 1.038         | 942         |